# Švedlár zastávka
Švedlár zastávka – przystanek kolejowy znajdujący się we wsi Švedlár w kraju koszyckim na linii kolejowej 173 Margecany – Červená Skala na Słowacji.